# Dear My Future ～未來的自己～
《Dear My Future ～未來的自己～》（Dear My Future ～未来の自分へ～）是日本女子音樂組合Prizmmy☆的單曲，於2012年4月25日由avex entertainment發行。

## 概要
- 《Dear My Future ～未來的自己～》電視動畫《星光少女 美夢成真》片頭曲，由Prizmmy☆主唱，也是Prizmmy☆的第2首單曲[1]。

## 收錄曲目

### CD
1. [3:26]
作詞：池畑伸人；作曲、編曲：長岡成貢
電視動畫《星光少女 美夢成真》片頭曲。
2. Party driver [4:46]
作詞：池畑伸人；作曲、編曲：長岡成貢
電視動畫《星光少女 美夢成真》插入曲。[2]
3. ～未来の自分へ～（inst.） [3:26]
4. Party driver（inst.） [4:46]

### DVD
1. ～未来の自分へ～（ミュージッククリップ）
2. ～未来の自分へ～（ダンスマスターVer.）

## 外部連結
- （日語）Prizmmy☆ OFFICIAL WEB SITE（页面存档备份，存于）
- （日語）在Amazon網站對Dear My Future 〜未来の自分へ〜的介紹（页面存档备份，存于）
- 在Youtube《Dear My Future ～未来の自分へ～》官方影片（页面存档备份，存于）